# Moussa Djoumoi
Moussa Djoumoi (ur. 16 lipca 1999 w Mamoudzou) – komoryjski piłkarz grający na pozycji napastnika. Od 2019 jest piłkarzem klubu AS Saint-Priest.

## Kariera klubowa
Swoją karierę piłkarską Djoumoi rozpoczynał w juniorach takich klubów jak: FC Lyon i Olympique Lyon. W 2017 roku został zawodnikiem czwartoligowego AS Saint-Priest. W sezonie 2018/2019 grał w rezerwach w Angers SCO, a w 2019 wrócił do Saint-Priest.

## Kariera reprezentacyjna
W reprezentacji Komorów Djoumoi zadebiutował 24 czerwca 2021 w przegranym 1:5 meczu Pucharu Narodów Arabskich 2021 z Palestyną, rozegranym w Dosze. W debiucie strzelił gola. W 2022 został powołany do kadry na Puchar Narodów Afryki 2021. Na tym turnieju rozegrał trzy mecze: grupowe z Gabonem (0:1), z Marokiem (0:2) i z Kamerunem (1:2).